# Casadilego
Casadilego (* 22. März 2003 in Montorio al Vomano, Provinz Teramo, als Elisa Coclite) ist eine italienische Popsängerin.

## Werdegang
Die Sängerin spielt Klavier und Gitarre. Mit einem Lied von Joni Mitchell präsentierte sie sich bei den Castings für X Factor 2020 und schaffte es durch die Auswahl. Ihr Künstlername („Haus aus Lego“) ist vom Lied Lego House von Ed Sheeran abgeleitet. Bei X Factor war die Sängerin im Team des Rappers Hell Raton. Im Finale konnte sie schließlich den Sieg davontragen, gleichzeitig veröffentlichte sie ihre erste EP bei Sony. Das während der Show präsentierte Lied Vittoria erreichte die italienischen Singlecharts.

## Diskografie

### EPs
| Jahr | Titel      | Höchstplatzierung, Gesamtwochen, AuszeichnungChartsChartplatzierungen (Jahr, Titel, Platzierungen, Wochen, Auszeichnungen, Anmerkungen) | Anmerkungen |
| Jahr | Titel      | IT | Anmerkungen |
| ---- | ---------- | --- | ----------- |
| 2020 | Casadilego | IT75 (1 Wo.)IT | Sony        |

### Singles
| Jahr | Titel Album         | Höchstplatzierung, Gesamtwochen, AuszeichnungChartsChartplatzierungen (Jahr, Titel, Album, Platzierungen, Wochen, Auszeichnungen, Anmerkungen) | Anmerkungen        |
| Jahr | Titel Album         | IT | Anmerkungen        |
| ---- | ------------------- | --- | ------------------ |
| 2020 | Vittoria Casadilego | IT14 Gold · (3 Wo.)IT | Verkäufe: + 35.000 |

## Belege
1. ↑  Vincenzo Galletta: Casadilego, chi è: età, nome, X-Factor, fidanzato %. In: Giornal.it. 13. April 2021, abgerufen am 24. Februar 2022 (italienisch).
2. ↑  Casadilego, concorrente di X Factor 2020. Sky Italia, abgerufen am 23. Dezember 2020 (italienisch).
3. ↑  Mario Manca: Casadilego, la vincitrice di X Factor 2020: «Bisogna amarsi al di là dell'immagine». In: VanityFair.it. 11. Dezember 2020, abgerufen am 23. Dezember 2020 (italienisch).
4. ↑  Ernesto Assante: X Factor, Casadilego vittoria meritata in un’edizione dello show rinnovato. 10. Dezember 2020, abgerufen am 23. Dezember 2020 (italienisch).
5. ↑  Alben von Casadilego. In: Italiancharts.com. Hung Medien, abgerufen am 30. Oktober 2022 (italienisch).
6. 1 2  Certificazioni. FIMI, abgerufen am 22. Februar 2021 (italienisch).
7. ↑  Archivio classifiche Top Singoli. FIMI, abgerufen am 23. Dezember 2020 (italienisch).

| Personendaten    | Personendaten                      |
| ---------------- | ---------------------------------- |
| NAME             | Casadilego                         |
| ALTERNATIVNAMEN  | Coclite, Elisa (Geburtsname)       |
| KURZBESCHREIBUNG | italienische Popsängerin           |
| GEBURTSDATUM     | 22. März 2003                      |
| GEBURTSORT       | Montorio al Vomano, Provinz Teramo |